# 大久保敬
大久保 敬（おおくぼ たかし、1921年（大正10年）11月13日 - 没年不明）は、日本の政治家。新潟県糸魚川市長（1期）。

## 経歴
新潟県出身。新潟県立能生水産学校（のち新潟県立能生水産高等学校、現新潟県立海洋高等学校）卒。1941年糸魚川町役場に入る。税務課長、総務課長、助役を経て、1969年糸魚川市長に初当選。市長を4期務める。1985年に市長を引退した。